# Columbia Falls (Maine)
Columbia Falls – miasto w Stanach Zjednoczonych, w stanie Maine, w hrabstwie Washington.